# Calliopum tuberculosa
Calliopum tuberculosa is een vliegensoort uit de familie van de Lauxaniidae. De wetenschappelijke naam van de soort werd voor het eerst geldig gepubliceerd in 1895 door Becker als Sapromyza tuberculosa.